# عبدالقادر اصنامی
عبدالقادر بن عمر اصنامی (-۱۸۴۷م) قاضی و فقیه مالکی الجزایری بود. در هنگام دولت امیر عبدالقادر الجزایری، قضاوت را برعهده داشت. 